# Episodi di Ted Lasso (terza stagione)
La terza stagione della serie televisiva Ted Lasso è stata distribuita sul servizio Apple TV+ dal 15 marzo al 31 maggio 2023, in tutti i paesi in cui era disponibile il servizio.
| n° | Titolo originale                | Titolo in italiano             | Pubblicazione originale | Pubblicazione Italia |
| -- | ------------------------------- | ------------------------------ | ----------------------- | -------------------- |
| 1  | Smells Like Mean Spirit         | Cattive accoglienze            | 15 marzo 2023           | 15 marzo 2023        |
| 2  | (I Don't Want to Go to) Chelsea | (Non voglio andare al) Chelsea | 22 marzo 2023           | 22 marzo 2023        |
| 3  | 4-5-1                           | 4-5-1                          | 29 marzo 2023           | 29 marzo 2023        |
| 4  | Big Week                        | Settimana importante           | 5 aprile 2023           | 5 aprile 2023        |
| 5  | Signs                           | Segnali                        | 12 aprile 2023          | 12 aprile 2023       |
| 6  | Sunflowers                      | Girasoli                       | 19 aprile 2023          | 19 aprile 2023       |
| 7  | The Strings That Bind Us        | I fili che ci uniscono         | 26 aprile 2023          | 26 aprile 2023       |
| 8  | We'll Never Have Paris          | Non avremo mai Parigi          | 3 maggio 2023           | 3 maggio 2023        |
| 9  | La Locker Room Folles           | Lo spogliatoio aux folles      | 10 maggio 2023          | 10 maggio 2023       |
| 10 | International Break             | Pausa per le nazionali         | 17 maggio 2023          | 17 maggio 2023       |
| 11 | Mom City                        | Mammanchester City             | 24 maggio 2023          | 24 maggio 2023       |
| 12 | So long, Farewell               | Addio, vi salutiamo            | 31 maggio 2023          | 31 maggio 2023       |

## Cattive accoglienze
- Titolo originale: Smells Like Mean Spirit
- Diretto da: MJ Delaney
- Scritto da: Leann Bowen

### Trama
L'AFC Richmond subisce lo scherno degli opinionisti, che prevedono che finirà ultimo in classifica, quest'anno.

## (Non voglio andare al) Chelsea
- Titolo originale: (I Don't Want to Go to) Chelsea
- Diretto da: MJ Delaney
- Scritto da: Sasha Garron

### Trama
La notizia di un top player in procinto di trasferirsi a Londra, manda il club in delirio. Il Richmond gioca la prima partita, dal suo ritorno in premier League.

## 4-5-1
- Titolo originale: 4-5-1
- Diretto da: Destiny Ekaragha
- Scritto da: Bill Wrubel

### Trama
Il Richmond si adegua a un eccitante cambiamento, ma Jamie ha delle perplessità. Ted scopre che sta succedendo qualcosa di nuovo anche in Kansas.

## Settimana importante
- Titolo originale: Big Week
- Diretto da: Destiny Ekaragha
- Scritto da: Brett Goldstein

### Trama
Con l'avvicinarsi della partita contro il West Ham, la pressione inizia a farsi sentire. Ted rivede un vecchio amico.

## Segnali
- Titolo originale: Signs
- Diretto da: Matt Lipsey
- Scritto da: Jamie Lee

### Trama
Con l'andamento della stagione in caduta libera, il Richmond cerca di raddrizzare la nave contro il fortissimo Manchester City. Fuori dal campo ognuno prova ad affrontare i propri ostacoli. Rebecca cerca di capire se quel che le ha pronosticato la veggente sia vero, Kayle si scopre bisessuale, Ted aiuta il figlio col bullismo, Zava lascia il calcio

## Girasoli
- Titolo originale: Sunflowers
- Diretto da: Matt Lipsey
- Scritto da: Jason Sudeikis, Brendan Hunt, Joe Kelly

### Trama
Una partita amichevole porta ad Amsterdam, dove una notte di libertà rivelerà delle verità per molti.

## I fili che ci uniscono
- Titolo originale: The Strings That Bind Us
- Diretto da: Matt Lipsey
- Scritto da: Phoebe Walsh

### Trama
I Greyhounds provano una nuova strategia che li obbliga a pensare fuori dagli schemi. Sam si appresta a ricevere un ospite importante all'Ola's.

## Non avremo mai Parigi
- Titolo originale: We'll Never Have Paris
- Diretto da: Erica Dunton
- Scritto da: Keeley Hazell, Dylan Marron

### Trama
Mentre passa del tempo con Henry, Ted cerca di combattere i pensieri negativi, quando Michelle e il Dottor Jacob partono per un viaggio romantico. Del materiale uscito online ha delle grosse implicazioni per Keeley.

## Lo spogliatoio aux folles
- Titolo originale: La Locker Room Folles
- Diretto da: Erica Dunton
- Scritto da: Chuck Hayward

### Trama
L'amicizia fra Colin e Isaac è messa alla prova. Rebecca chiede a Roy di tenere una conferenza stampa.

## Pausa per le nazionali
- Titolo originale: International Break
- Diretto da: Matt Lipsey
- Scritto da: Jane Becker

### Trama
Mentre alcuni Greyhounds tornano nei loro Paesi d'origine per le partite delle nazionali, Edwin Akufo fa una proposta d'affari a Rebecca.

## Mammanchester City
- Titolo originale: Mom City
- Diretto da: Declan Lowney
- Scritto da: Brendan Hunt, Jason Sudeikis

### Trama
Un ospite inaspettato rende Ted nervoso. Quando il Richmond va a Manchester per una partita importante, Roy e Keeley si preoccupano di Jamie.

## Addio, vi salutiamo
- Titolo originale: So Long, Farewell
- Diretto da: Declan Lowney
- Scritto da: Brendan Hunt, Joe Kelly, Jason Sudeikis

### Trama
Finale di stagione. L'AFC Richmond gioca la sua ultima partita della stagione.